# Погодин, Владимир Евгеньевич
Владимир Евгеньевич Погодин (5 июля 1951 года — 14 сентября 2008 года, Пермь) — российский спортивный функционер, первый вице-президент Всероссийской федерации самбо, член исполкома FIAS, тренер сборной России по самбо и заслуженный работник физической культуры Российской Федерации. 

## Биография
Работу в спорте начинал в 1972 году с должности инструктора-методиста по физической культуре Всероссийского общества слепых. Затем был тренером по дзюдо и самбо в ДСО «Локомотив» (Москва), ШВСМ города Москвы. Далее был назначен заместителем начальника Управлении спортивных единоборств Госкомспорта СССР и вскоре стал первым вице-президентом Федерации самбо России.
Долгое время являлся членом Исполкома Европейской и Международной любительской федерации самбо. Также известен как основатель спортивного клуба Russian Top Team, членами которого были спортсмены, профессионально выступающие в смешанных единоборствах, в частности Волк-хан, Сергей Харитонов и Фёдор Емельяненко.
Избирался депутатом Бауманского района Москвы.
Погиб 14 сентября 2008 года в авиакатастрофе над Пермью.

## Память
Памяти Владимира Погодина неоднократно были посвящены турниры по самбо.